# Los Agadones
El valle del río Agadón (también conocido como Campo del Agadón, Campo de Agadones, Los Agadones o vertiente salmantina de la Sierra de Gata) es una subcomarca de la comarca de Ciudad Rodrigo, en la provincia de Salamanca, Castilla y León, España. Sus límites no se corresponden con una división administrativa, sino con una demarcación sobre todo histórico-tradicional, pero también geográfica.

## Geografía
Los Agadones está situada en el sur de la comarca de Ciudad Rodrigo, en la provincia de Salamanca. Ocupa una superficie de 442,53 km².

### Demarcación
Comprende 9 municipios: Agallas, La Atalaya, Herguijuela, Martiago, Monsagro, El Sahugo, Serradilla del Arroyo, Serradilla del Llano y Zamarra.
Limita con La Socampana y el Campo de Yeltes al norte, con la Sierra de Francia al este, con Cáceres al sur y con el Campo de Robledo al oeste.
| Noroeste: Campo de Robledo         | Norte: La Socampana de Ciudad Rodrigo | Nordeste: Campo de Yeltes     |
| Oeste: El Rebollar                 |                                       | Este: Sierra de Francia       |
| Suroeste: Sierra de Gata (Cáceres) | Sur: Sierra de Gata (Cáceres)         | Sureste: Las Hurdes (Cáceres) |

## Demografía
| Gráfica de evolución demográfica de Los Agadones entre 1900 y 2018                                                                                            |
| |
| Población de derecho (1900-1991) o población residente (2001, 2010) según los censos de población del INE Población según el padrón municipal de 2018 del INE |

La comarca de Los Agadones, al igual que la mayoría de las comarcas salmantinas, sufre un gran declive demográfico, aunque en este caso es más acusado que en la mayoría de ellas. Esta comarca es la que tiene el mayor problema de despoblación de toda la provincia de Salamanca, ya que tiene la menor densidad de población de la provincia, 4,01 hab/km². En esta comarca hasta los años 50 casi todos sus municipios eran pequeñas localidades que tenían entre 300 y 800 habitantes, llegando a su culmen en los años 40 y 50. Pero desde el éxodo de los años 60 prácticamente todos sus municipios tienen menos de 300 habitantes y además tienen una tendencia negativa.

## Historia
Los orígenes poblacionales de la comarca se remontan a la Prehistoria, dada la existencia del Ídolo de Agallas, una representación antropomorfa en pizarra que se fecha en la Edad del Bronce, y cuyas dimensiones son de 102x38,5x25 centímetros.
Asimismo, en 1985 se encontró en esta misma localidad un ara votiva fechada en el siglo I d. C., que apuntaría al poblamiento humano en el actual territorio de Agallas bajo el Imperio romano, y que posee la inscripción PRIMIG ENIVS FAVILIO V(otum) S(oluit)L(ibens)M(erito), que se traduciría por 'A Favilio, Primigenio le puso un voto'.

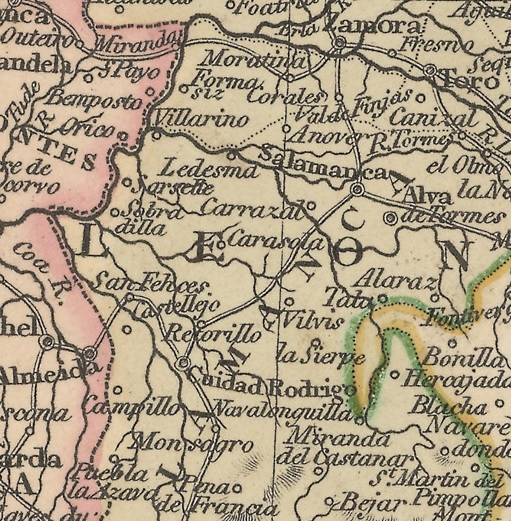
Detalle de un mapa de 1824 en el que se indica Monsagro

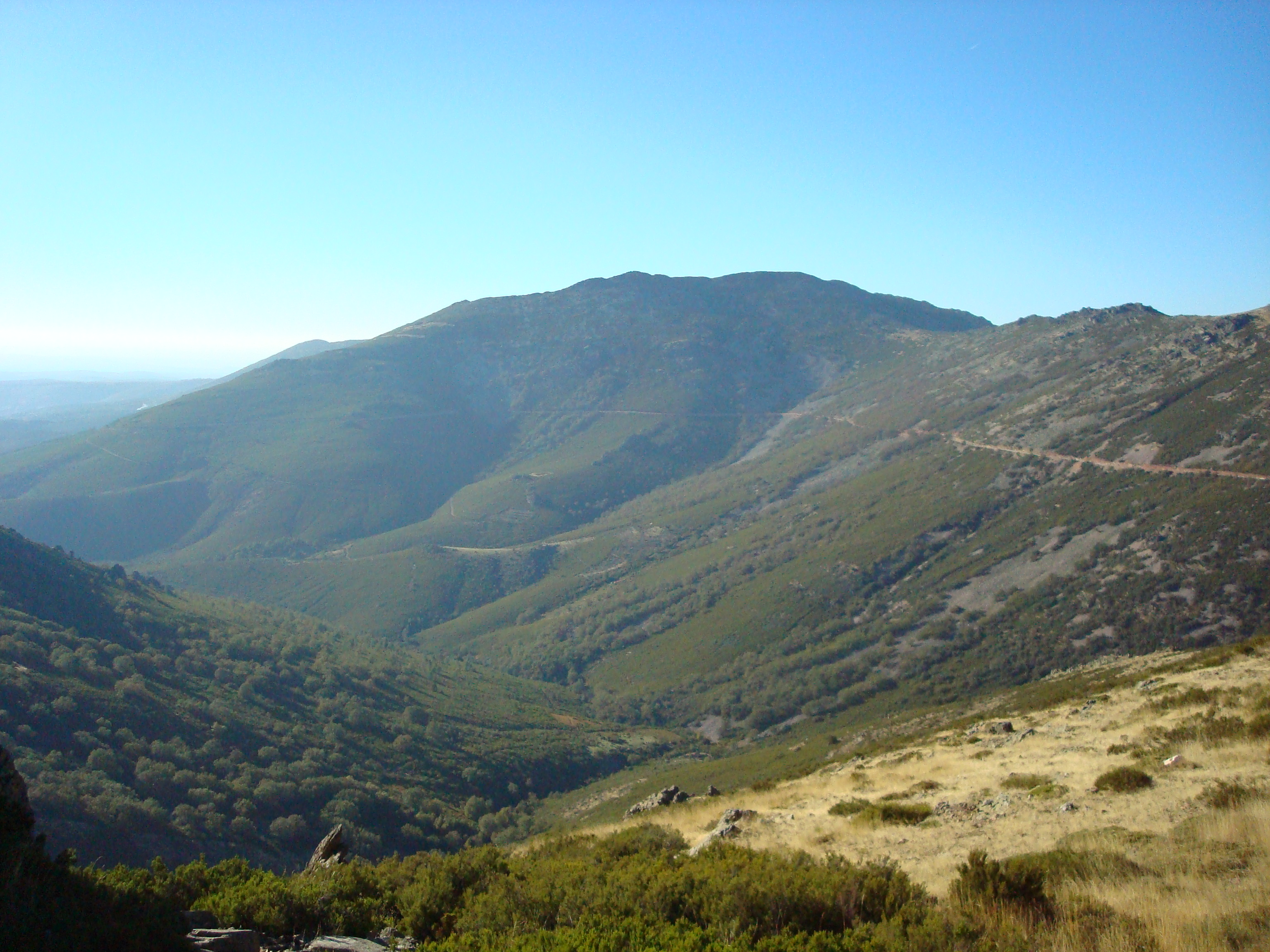
Vista de la cumbre del valle del Agadón, donde se sitúa Monsagro, desde la Peña de Francia

No obstante, la fundación de la mayoría de las actuales localidades de la comarca se remonta a la repoblación efectuada por los reyes de León en la Edad Media.
En todo caso, la comarca en sí tuvo carta de naturaleza tras la creación de la Diócesis de Ciudad Rodrigo por parte del rey Fernando II de León en el siglo XII, quedando entonces la Tierra de Ciudad Rodrigo dividida en sexmos, uno de los cuales era el Campo de Agadones, histórica división administrativa que agrupaba más o menos a los mismos pueblos a los que hoy se considera pertenecientes a la comarca de Los Agadones. Monsagro se incluía como villa eximida.
Los actuales municipios extremeños de Descargamaría y Robledillo de Gata (en la comarca de la Sierra de Gata) se adscribían por entonces a la provincia de Salamanca, dentro del antiguo partido judicial de Ciudad Rodrigo, pero no se agrupaban en la división del Campo de Agadones.
Ya en el siglo XIX, con la creación de las actuales provincias en 1833, la comarca quedó integrada en la provincia de Salamanca, dentro de la Región Leonesa.